# Afrokona
Afrokona is een geslacht van vlinders uit de familie wespvlinders (Sesiidae), onderfamilie Sesiinae.
Afrokona is voor het eerst wetenschappelijk beschreven door Fischer in 2006. De typesoort is Afrokona aerea.

## Soort
Afrokona is monotypisch en omvat de volgende soort:
- Afrokona aerea Fischer, 2006